# JPEG

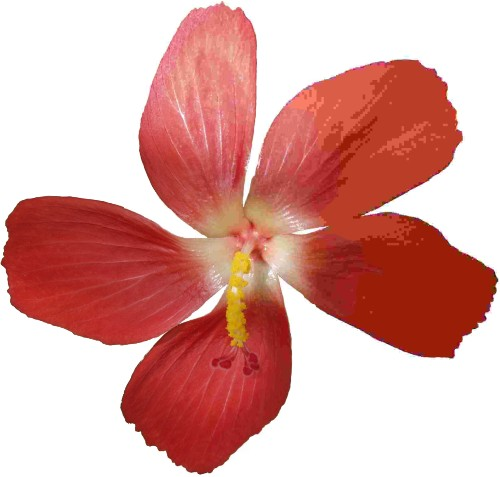
Hình hoa được nén dùng tỷ lệ nén ảnh càng suy giảm khi nhìn từ bên trái tới bên phải

JPEG (tiếng Anh, viết tắt cho Joint Photographic Experts Group) là một trong những phương pháp nén ảnh hiệu quả, có tỷ lệ nén ảnh tới vài chục lần. Tuy nhiên ảnh sau khi giải nén sẽ khác với ảnh ban đầu. Chất lượng ảnh bị suy giảm sau khi giải nén. Sự suy giảm này tăng dần theo hệ số nén. Tuy nhiên sự mất mát thông tin này là có thể chấp nhận được và việc loại bỏ những thông tin không cần thiết được dựa trên những nghiên cứu về hệ nhãn thị của mắt người.
Phần mở rộng của các file JPEG thường có dạng.jpeg,.jfif,.jpg,.JPG, hay.JPE; dạng.jpg là dạng được dùng phổ biến nhất. Hiện nay dạng nén ảnh JPEG rất được phổ biến trong Điện thoại di động cũng như những trang thiết bị lưu giữ có dung lượng nhỏ.

## Mức độ nhạy cảm của mắt người
Trong không gian màu YUV, nhãn thị của con người rất nhạy cảm với thành phần Y và kém nhạy cảm với hai loại U và V. Phương pháp nén JPEG đã nắm bắt phát hiện này để tách những thông tin thừa của ảnh. Hệ thống nén thành phần Y của ảnh với mức độ suy giảm ít hơn so với U, V, bởi người ta ít nhận thấy sự thay đổi của U và V so với Y.

## Mã hóa
Công đoạn chính là chia nhỏ bức ảnh thành nhiều vùng nhỏ (thông thường là những vùng 8x8 pixel) rồi sử dụng biến đổi cosin rời rạc để biến đổi những vùng thể hiện này thành dạng ma trận có 64 hệ số thể hiện "thực trạng" các pixel. Điều quan trọng là ở đây hệ số đầu tiên có khả năng thể hiện "thực trạng" cao nhất, khả năng đó giảm rất nhanh với các hệ số khác. Nói cách khác thì lượng thông tin của 64 pixels tập trung chủ yếu ở một số hệ số ma trận theo biến đổi trên. Trong giai đoạn này có sự mất mát thông tin, bởi không có biến đổi ngược chính xác. Nhưng lượng thông tin bị mất này chưa đáng kể so với giai đoạn tiếp theo. Ma trận nhận được sau biến đổi cosin rời rạc được lược bớt sự khác nhau giữa các hệ số. Đây chính là lúc mất nhiều thông tin vì người ta sẽ vứt bỏ những thay đổi nhỏ của các hệ số. Như thế khi bung ảnh đã nén ta sẽ có được những tham số khác của các pixel. Các biến đổi trên áp dụng cho thành phần U và V của ảnh với mức độ cao hơn so với Y (mất nhiều thông tin của U và V hơn). Sau đó thì áp dụng phương pháp mã hóa của Gernot Hoffman: phân tích dãy số, các phần tử lặp lại nhiều được mã hóa bằng ký hiệu ngắn (marker). Khi bung ảnh người ta chỉ việc làm lại các bước trên theo quá trình ngược lại cùng với các biến đổi ngược.
Có nhiều thư viện miễn phí có khả năng nén và giải nén tệp tin JPEG như IJG  và Libjpeg.

## Định dạng ảnh JPEG
Một nhóm các nhà nghiên cứu đã phát minh ra định dạng này để hiển thị các hình ảnh đầy đủ màu hơn (full-colour) cho định dạng di động mà kích thước file nhỏ hơn. Giống như GIF, JPEG cũng được sử dụng rất nhiều trên web. Lợi ích chính của chúng là có thể hiển thị các hình ảnh với các màu chính xác (true-colour) chúng có thể lên đến 16 triệu màu. Điều đó cho phép chúng được sử dụng tốt nhất cho các hình ảnh chụp và hình ảnh minh hoạ với lượng màu lớn.
Nhược điểm lớn nhất là chất lượng ảnh đã bị nén mất đi (lossy), một số đường bao giữa các khối màu sẽ xuất hiện điểm mờ, và các vùng sẽ mất đi sự rõ nét. Và giống như dạng mp3, JPEG sẽ không thể phục hồi giống như hình ảnh ban đầu dù dung lượng được tăng lên giống dung lượng ảnh thật.
Các ảnh JPEG không thể làm trong suốt hoặc chuyển động.